# Psalm 104
Der 104. Psalm (nach Zählung des griechischen Septuaginta-Psalters und der Vulgata der 103. Psalm) ist ein poetischer, im Original hebräischer Text aus dem biblischen Buch der Psalmen.

## Gattung und Gliederung
Hermann Gunkel, der Begründer der Form- und Gattungskritik, kategorisierte Psalm 104 als „Hymnus eines Einzelnen,“ was auf breite Zustimmung stieß, da der Psalm die drei Merkmale aufweist, die ein Hymnus nach Gunkels klassischer Definition haben sollte: 1. Aufforderung zum Lob, 2. Hauptteil (Corpus Hymni), der JHWHs lobwürdige Eigenschaften und Taten beschreibt, 3. Abgesang, in dem der Dichter sein eigenes Singen und Musizieren erwähnt.
Odil Hannes Steck schlug 1982 folgende Gliederung dieses Hymnus vor:
- Hymnuseinleitung: Vers 1a „Lobe, meine Seele, JHWH!“
- Hauptteil des Hymnus:
  - Verse 1b–2a – Majestät JHWHs
  - JHWH als Schöpfer in den drei kosmologischen Räumen: 1. dem überirdischen Luftraum (Verse 2b–4), 2. Festland und 3. Meer, zunächst die Scheidung beider (Verse 5–9), dann das Festland ausführlich (Verse 10–23) und das Meer in knapper Form (Verse 25–26) je für sich
  - Verse 27–30 „in gewichtiger Schlußstellung“ als Abschnitt, der JHWH „als den Spender des Lebens preist, seines Daseins, seiner Frist und seiner Versorgung mit Nahrung.“[3]
  - Verse 31–32 – Majestät JHWHs
- Vierteiliger Abgesang: Verse 33–35

Diese „magistrale Analyse“ Stecks übernimmt Frank-Lothar Hossfeld für seinen endtextorientierten Kommentar (2008) und bietet für Psalm 104 ein vierteiliges Aufbauschema:
- I Verse 1–4: Eröffnung
- II Verse 5–26: Die Erde als Lebenshaus
- III Verse 27–30: „Theologische Reflexion: Abhängigkeit der Geschöpfe vom Schöpfer“,[5] dem Spender des Lebensatems und der Nahrung
- IV Verse 31–35: Abschluss

## Literar- und Redaktionskritik
Klaus Dieter Seybold schied 1984 den Schlussteil von Psalm 104 als sekundär aus. Die Verse 31–35 seien eine lockere Abfolge von Unterschriften, die von verschiedenen Händen, mutmaßlich in der Reihenfolge, in der sie sich jetzt finden, an den eigentlichen Psalmschluss in Vers 30 angefügt worden seien und somit die lebhafte Diskussion über diesen Psalm bei seinen frühen Lesern erkennen lassen.
Hermann Spieckermann nahm 1989 einen Grundtext des Psalms und drei Fortschreibungen an:
- Grundform: Verse 1aβ–4. 10–11. 14–18. 20–24aα. 24b. 27–29a. 30. 33.
- Erste Fortschreibung: Verse 5–7. 9. 12–13. 19. 24aβ. 25–26. 29b. 31–32. 34–35a.
- Zweite Fortschreibung: Verse 8 und 35bα
- Dritte Fortschreibung: Vers 35bβ (das Halleluja).

Matthias Köckert (2000) sieht ein dreistufiges Wachstum des Psalms. Die älteste Schicht, eine Partizipialreihe, sei im 7. Jhd. v. Chr. oder später durch eine „Du-Schicht“ erweitert worden. Hinzu kam in nachexilischer Zeit eine Ergänzung durch einen Verfasser, der an der uranfänglichen göttlichen Gründungsakt der Schöpfung interessiert war, und zuletzt noch kleine Eingriffe von Redaktoren bei der Aufnahme des Textes in das Buch der Psalmen.

## Integration ins Buch der Psalmen
Aufbauend auf Spieckermanns und Köckerts Annahme eines Grundpsalms mit Fortschreibungen, erklärt Hossfeld die oft beobachtete Bezogenheit der Psalmen 103 und 104 aufeinander so: Aus exilischer Zeit stammen sowohl der Grundpsalm 103 (Verse 1–14) als auch der Grundpsalm 104. Beide stimmen überein in den Konzepten von JHWH als Spender guter Gaben und Lebenserneuerer sowie der (Mit-)Geschöpflichkeit des Menschen. Es habe sich für eine wohl nachexilische Redaktion nahegelegt, diese beiden Grundpsalmen „in einer Art Diptychon“ zusammenzustellen. Dann erweiterte die Redaktion Psalm 103 und entfaltete dort das vom Anfang des Psalms 104 angeregte Motiv von JHWH als Herrscher mit himmlischem Hofstaat; umgekehrt trug die Redaktion das Motiv des Staubes aus Ps 103,14  in Ps 104,29  ein. Die Verklammerung beider Psalmen wird durch die übereinstimmenden Rahmenverse beider Psalmen (Selbstaufforderung zum Lob JHWHs) betont.
Übereinstimmend mit Spieckermann, nimmt Hossfeld darüber hinaus eine zweite nachexilische Redaktion an, die sich ebenso wie die beiden nachfolgenden Geschichtspsalmen 105 und 106 deutlich auf die Schöpfungsgeschichte der Priesterschrift bezieht. Daraus ergibt sich nach Hossfeld ein „Janusgesicht“ von Psalm 104: als Grundpsalm feiert er JHWH als Bewahrer und Lenker der Schöpfung; durch die zweite nachexilische Redaktion kommt der Bezug auf den uranfänglichen göttlichen Gründungsakt der Schöpfung hinzu – das ältere Diptychon der Psalmen 103 und 104 werde „aufgesprengt“, und die beiden Psalmen je unterschiedlichen Dreiergruppen (101–102–103 und 104–105–106) zugeteilt.

## Psalm 104 und der Große Sonnenhymnus
Seit James H. Breasted 1905 die Ähnlichkeit des großen Aton-Hymnus aus Amarna mit Psalm 104 erkannt hatte, wird das Verhältnis beider Texte zueinander diskutiert. Hier eine Übersicht der auffälligsten Parallelen beider Hymnen; bis auf den Ausruf „Wie viele sind deine Werke!“ stimmt auch die Reihenfolge der Motive überein:
|                                                         | Großer Aton-Hymnus (Zeile) | Psalm 104 (Vers) |
| ------------------------------------------------------- | -------------------------- | ---------------- |
| Löwen kommen nachts aus ihren Höhlen, um Beute zu jagen | 33                         | 21–22            |
| Die Sonne geht auf, Menschen beginnen mit ihrer Arbeit  | 42–45                      | 23               |
| „Wie viele sind deine Werke!“                           | 76                         | 24aα             |
| Schiffe und Meerestiere                                 | 46–58                      | 24–26            |
| Die Gottheit spendet allen Lebewesen ihre Nahrung       | 85–86                      | 27               |
| Leben und Tod stehen in direkter Beziehung zur Gottheit | 126–127                    | 29–30a           |

Wegen des zeitlichen Abstands ist nur eine literarische Abhängigkeit des hebräischen Hymnus vom ägyptischen Hymnus möglich, nicht umgekehrt. Allerdings setzte sich Echnatons Religionsreform nicht durch. Zeugnisse seiner Aton-Verehrung wurden nach seinem Tod wieder getilgt und blieben nur als Inschriften in Grabanlagen erhalten. Es ist also schwer vorstellbar, wie der hebräische Dichter Jahrhunderte später Kenntnis von diesem Aton-Hymnus erhalten konnte. Sirje Reichmann plädiert für literarische Abhängigkeit und skizziert zwei mögliche Überlieferungswege. Beide setzen voraus, dass der Große Aton-Hymnus oder Auszüge daraus zur Zeit Echnatons in einem Papyrus-Archiv in Amarna vorhanden war und dort im Kult und im religiösen Unterricht Verwendung fand; beide haben die Schwierigkeit, dass eine vorexilische Entstehung von Psalm 104 angenommen wird und nicht klar ist, wie dieser Psalm die Zerstörung Jerusalems (und des dortigen Tempelarchivs) durch die Neubabylonier 587/586 v. Chr. überstanden haben kann.
- Variante 1: Während der Amarna-Zeit gelangt dieser Text über die höfische Korrespondenz in die Stadtstaaten der syro-phönizischen Küste und in ein dortiges Archiv, wo er weiter tradiert wird. Verzögert gelangt er aus diesem Archiv zur Kenntnis des vor dem Babylonischen Exil lebenden Psalmdichters.
- Variante 2: Diplomaten und schreibkundige Handelsreisende aus Syrien-Palästina besuchen zur Regierungszeit Echnatons Amarna und bringen eine Abschrift des Textes in ihre Heimatstadt, wo er in einem Archiv aufbewahrt wird. Auch nach dieser Variante erfolgt die Rezeption durch den Psalmdichter zeitverzögert.[12]

Annette Krüger sieht dagegen keine literarische Abhängigkeit des Psalms 104 vom Großen Aton-Hymnus. Der Autor, der wohl im Umkreis des nachexilischen (Zweiten) Jerusalemer Tempels zu denken ist, zeige vielmehr große Gelehrsamkeit und Kenntnis mesopotamischer, ägyptischer und möglicherweise auch ugaritischer Literatur. Die vielfältigen Motive und Traditionen der Nachbarkulturen verbinde er zu einer eigenen Dichtung, die deutlich „palästinisches Gepräge“ trage. Ein Beispiel ist die typisch levantinische Trias Wein–Öl–Brot anstelle der sowohl in Ägypten als auch in Mesopotamien gängigen Trias Nahrung–Kleidung–Salböl.

## Rezeption

### Antike Übersetzungen
Im Septuaginta-Psalter hat Psalm 103 (= Psalm 104 im hebräischen Psalter und in modernen Übersetzungen) die Überschrift „Bezogen auf David;“ einige Manuskripte vermerken, dieser Psalm sei „ohne Überschrift bei den Hebräern.“ Vers 1cd lautet in der antiken griechischen Übersetzung: „Herr, mein Gott, du wurdest sehr groß gemacht (Passiv); mit Lobpreis und Wohlgestalt hast du dich bekleidet.“ Die Wiedergabe von hebräisch הוֹד hôd „Hoheit“ durch altgriechisch ἐξομολόγησιν exomológesin „Lobpreis“ begegnet im Septuaginta-Psalter mehrfach. Davon abgesehen, hatte der antike Übersetzer ins Griechische bei diesem Psalm mit dem ungewöhnlichen hebräischen Vokabular (mehrere Hapaxlegomena) zu kämpfen und erriet mehrfach eine Bedeutung unbekannter Wörter: 
- Vers 3b: „der die Wolke zu seinem Zugang macht.“
- Vers 12: „Bei ihnen werden die Vögel des Himmels wohnen, mitten aus dem Felsen werden sie (ihre) Stimme erschallen lassen.“
- Vers 16a. 17: „Die Bäume des Feldes werden gesättigt werden … dort werden Sperlinge nisten, und das Haus des Reihers führt sie an.“
- Vers 26: „Dort ziehen Schiffe umher, dieser Drache, den du geformt hast, um ihn zu verspotten.“[16]

In der lateinischen Psalter-Tradition tritt eine von Hieronymus revidierte Tochterübersetzung der Septuaginta (Psalterium Gallicanum, eigentlich: Liber Psalmorum iuxta LXX emendatus) neben eine von Hieronymus angefertigte Neuübersetzung aus dem Hebräischen (Psalterium Hebraicum, Liber Psalmorum iuxta Hebraeos). Letztere war aber nicht für die Verwendung in der Liturgie gedacht, sondern für die Hand der Gelehrten. Die folgende Tabelle zeigt, wie die Ergänzungen und sinnverändernden Übersetzungen des Septuaginta-Psalters in den beiden Versionen des lateinischen Psalters behandelt werden.
| Vers    | Psalterium Gallicanum | Psalterium Hebraicum |
| ------- | --- | --- |
| 1       | „Für David selbst. Preise den Herrn, meine Seele! Herr, mein Gott, du bist sehr gepriesen worden. In Lobpreis und Schmuck hast du dich gekleidet.“                            | „Preise den Herrn, meine Seele! Herr, mein Gott, du bist sehr gepriesen worden. In Ruhm und Schmuck bist du gekleidet.“                                 |
| 3b      | „… der du die Wolke zu deinem Aufstieg machst …“ | „… der du die Wolke zu deinem Gefährt machst …“ |
| 12      | „Darüber werden die Vögel des Himmels wohnen, mitten aus den Felsen werden sie ihre Stimme ertönen lassen.“                                                                   | „Über ihnen werden die Vögel des Himmels verweilen, mitten aus den Wäldern (de medio nemorum) werden sie ihre Stimme ertönen lassen.“                   |
| 16a. 17 | „Die Bäume der Ebene werden gesättigt werden … Dort werden die Sperlinge nisten, das Haus des Klippstorches [wird dort sein], er ist ihr Führer (erodii domus dux es eorum).“ | „Die Bäume des Herrn werden gesättigt werden … Dort werden die Vögel nisten, für die Gabelweihe ist die Tanne ihre Behausung (milvo abies domus eius).“ |
| 26      | „Dort werden Schiffe vorüberfahren; dieser Meeresdrache, den du geschaffen hast, um mit ihm dein Spiel zu treiben.“                                                           | „Dort fahren Schiffe vorüber; diesen Leviathan hast du geschaffen, damit er mit ihm sein Spiel treibe.“                                                 |

### Psalmvertonungen
Im kirchlichen Liedgut spiegelt sich der Psalm in:
- Wie lieblich ist der Maien, Martin Behm (1606) EG 501
- Auf Seele, Gott zu loben, Martha Müller-Zitzke (1947) EG 602 (Regionalteil der Evangelischen Landeskirche Württemberg) sowie im EG-Ergänzungsheft der Badischen Landeskirche Wo wir dich loben, wachsen neue Lieder – plus Nr. 106[18] und im Gesangbuch der Evangelisch-methodistischen Kirche Nr. 64.
- Benedic anima mea, Domino (Kv zum Magnificat, greg, Stundengebet: Vesper), GL 631,5

Motetten:
- Benedic Anima mea Domino, Heinrich Isaac (1450–1517)
- Benedic anima Domino Claudin de Sermisy (1490–1562)

## Forschungsgeschichte

### Hermann Gunkel (1929)
In seinem als klassisch geltenden Kommentar aus dem Jahr 1929 bezeichnete Hermann Gunkel Psalm 104 knapp als Hymnus eines Einzelnen und verwies zur Erläuterung auf seine Einleitung in die Psalmen; zum Sitz im Leben nahm Gunkel dort an, solche Hymnen seien von einem Einzelsänger beim Dankopfer im Jerusalemer Tempel angestimmt worden, schließlich aber „der rein private Ausdruck persönlicher Frömmigkeit und eine fromme Kunstübung geworden,“ schließlich sei das Hymnensingen eine „Übung des jüdischen Hauses“ geworden.
In seiner Kommentierung gliederte Gunkel Psalm 104 folgendermaßen:
1. Vers 1–2a: Einführung und allgemeine Schilderung der Majestät JHWHs, der in ein Lichtkleid gehüllt ist. Damit ist das Thema des Hymnus gesetzt. Nun folgt die Ausführung.
2. Vers 2b–23: Erster Teil, worin der Dichter im Partizipialstil (in deutscher Übersetzung: Relativsätze) die einzelnen Schöpfungswerke JHWHs aufzählt.[20]
  1. Vers 2b–4: Schöpfung des Himmels. „Hier heißt es, daß Gott die Balken seines Baues in das Wasser gelegt hat, ein Bild, das dem Pfahlbau entlehnt zu sein scheint, und worüber sich der Hebräer verwundert: das ewig Feststehende ruht auf dem Schwankenden!“[21]
  2. Vers 5–9: JHWH hat die Urflut überwunden und die Erde fest gegründet.
  3. Vers 10–18: Gottes Teilung der Welt zwischen Erde und Wasser. Der Psalmist denkt über den Zweck dieser Dinge nach. „Die Anordnung des Einzelnen, der der Dichter von nun an folgt, ist keine nüchtern-genaue, sondern gibt lose aneinander gereihten, leicht hingeworfenen, liebenswürdigen Bildern Raum, wobei er aber seinen Grundgedanken, daß aus alledem die Herrlichkeit Gottes hervorgeht, nicht aus den Augen verliert.“[22]
    1. Vers 10–12: Über Quellen und Bäche.
    2. Vers 13–18: Über den Regen vom Himmel, der die Erde fruchtbar macht.

  4. Vers 19–23: Schilderung der Gestirne mit ihrer regelmäßigen Bewegung am Himmel und dem Wechsel von Nacht und Tag.
3. Vers 24–30: Zweiter Teil: Partizipien fehlen. Allgemeinere Betrachtungen, die auf alle Lebewesen zutreffen.
  1. Vers 24–26: Der Psalmist zieht die Summe: Staunen über die Vielfalt der Geschöpfe, die in Weisheit geschaffen sind.
  2. Vers 27–30: Der Dichter schildert „Gottes Gewalt über seine Geschöpfe in Leben und Tod. Er kommt, so würden wir sagen, von der Schöpfung auf die Erhaltung der Welt.“[23]
4. Vers 31–35: Dritter Teil: „handelt von der Zukunft und ergießt sich in gehäuften Wünschen“:[24]
  1. Vers 31f: … für den Gott
  2. Vers 33f: … für sich selbst
  3. Vers 35: … gegen die Gottlosen, die von der Erde verschwinden sollen. Ein solcher Wunsch hat nach Gunkel seinen Platz eigentlich im Klagelied, kann aber gelegentlich wie hier auch einen Hymnus beschließen. „Zuallerletzt aber kehrt der Dichter zu sich selbst und zu dem Anfange zurück: ‚lobe, meine Seele, Jahve!‘“[25]

Seinem religionsgeschichtlichen Schwerpunkt entsprechend, nannte Gunkel zu fast jedem Vers Vergleichsmaterial aus den Nachbarkulturen Israels, aus den europäischen Volksmärchen und aus den Anschauungen der zeitgenössischen Araber. Auf die Bezüge zur Schöpfungsgeschichte der Priesterschrift und zum Großen Aton-Hymnus ging Gunkel gesondert ein. Die Schöpfungsgeschichte kannte der Dichter demnach – ob als literarische Vorlage oder als mündliche Überlieferung, bleibt unentschieden; jedenfalls gehe er „in voller Freiheit“ mit diesem Stoff um. In der „dichterischen Haltung“ stehe Psalm 104 babylonischen und ägyptischen Naturschilderungen aber näher, und hier besonders dem Großen Aton-Hymnus. Dieser sei auch in den Einzelheiten „ziemlich ähnlich und durch irgendwelche Vermittlungen, vielleicht über Phönizien, sein Vorbild.“ Gunkel betonte aber die Unterschiede: „der ägyptische Gott ist die ‚Tagessonne‘ selber, der hebräische hat die Sonne geschaffen; der ägyptische ist in die Natur verflochten, der hebräische steht über und außer ihr.“ Gunkel hielt eine Entstehung von Psalm 104 in nachexilischer Zeit für „nicht so selbstverständlich“, wie das zu seiner Zeit mehrheitlich angenommen wurde, legte sich aber nicht weiter fest.

### Hans-Joachim Kraus (1978)
In seinem Psalmenkommentar aus dem Jahr 1978 charakterisierte Hans-Joachim Kraus, Gunkel folgend, Psalm 104 als „Hymnus eines Einzelnen“, gekennzeichnet durch „hymnische Partizipien“ und das Metrum 3+3. Er gliederte ihn folgendermaßen:
- Verse 1–4: „Lobpreis des überweltlichen Gottes“,
- Verse 5–9: Schöpfung der Erde durch Überwindung der Urflut,
- Verse 10–12: Lebenspendendes Wasser in Quellen und Flüssen,
- Verse 13–18: Regen, der alles fruchtbar macht, als Geschenk JHWHs,
- Verse 19–24: JHWH als Herr über Tag und Nacht,
- Verse 25–26: Meer und Meeresbewohner,
- Verse 27–30: JHWH als Ernährer aller Lebewesen,
- Verse 31–35: Abgesang.

Kraus sah eine Abhängigkeit des Psalms von dem weit älteren Sonnenhymnus Echnatons, vermittelt dadurch, dass die „bronzezeitlichen Städte Palästinas mit dem ägyptischen Gedankengut der Amarna-Zeit gut vertraut waren.“ Stoffe und Motive des Sonnenhymnus seien wohl in Liedern, welche die höchste Gottheit der Kanaanäer besangen, tradiert worden; „Israel hätte dann diese Stoffe und Motive resorbiert,“ ebenso wie Elemente der altägyptischen Listenwissenschaft und des syrisch-kanaanäischen Urflutmythos. „Alle diese fremden Elemente sind durch Berührung mit den Kanaanäern Israel zugeflossen.“ Die Beziehungen zum Schöpfungsbericht der Priesterschrift reduzierten sich für Kraus auf wenige „lockere Anspielungen“; die Entstehungszeit sei unbestimmbar, ein „vorexilisches Datum nicht ausgeschlossen.“

### Kommentare (chronologisch)
- Hermann Gunkel: Die Psalmen, übersetzt und erklärt. 4. Auflage.[31] Vandenhoeck & Ruprecht, Göttingen 1929; 6. Auflage Göttingen 1986, S. 445–456 (Digitalisat).
- Hans-Joachim Kraus: Psalmen 60–150 (= Biblischer Kommentar Altes Testament. Band 15/2). 5., grundlegend überarbeitete und veränderte Auflage. Neukirchener Verlag, Neukirchen-Vluyn 1978, S. 876–887, ISBN 3-7887-0554-X.
- Frank-Lothar Hossfeld, Erich Zenger: Psalmen. Psalm 101–150. (= Herders Theologischer Kommentar zum Alten Testament). Herder, Freiburg im Breisgau / Basel / Wien 2008, S. 67–92 (kommentiert von Hossfeld), ISBN 978-3-451-26827-4.

### Monographien und Artikel
- Eckhard von Nordheim: Die Selbstbehauptung Israels in der Welt des Alten Orients: religionsgeschichtlicher Vergleich anhand von Gen 15/22/28, dem Aufenthalt Israels in Ägypten, 2 Sam 7, 1 Kön 19 und Psalm 104. Vandenhoeck & Ruprecht, Göttingen 1992, ISBN 3-525-53749-2, doi:10.5167/uzh-151412.
- Bernd Janowski: Hymen und Gebete in Israel und in seiner Umwelt: Komparatistische Aspekte. In: Die Welt des Orients 49/1 (2019), S. 61–80.
- Matthias Köckert: Literargeschichtliche und religionsgeschichtliche Beobachtungen zu Psalm 104. In: Reinhard Gregor Kratz, Konrad Schmid (Hrsg.): Schriftauslegung in der Schrift. Festschrift für Odil Hannes Steck zu seinem 65. Geburtstag. De Gruyter, Berlin/New York 2000, S. 259–279.
- Annette Krüger: Psalm 104 und der Große Amarnahymnus: Eine neue Perspektive. In: Erich Zenger (Hrsg.): The Composition of the Book of Psalms. 57. Colloquium Biblicum Lovaniense, Leuven 5.–7. August 2008. Peeters, Leuven 2008, S. 609–621.
- Annette Krüger: Das Lob des Schöpfers: Studien zu Sprache, Motivik und Theologie von Psalm 104. (= Wissenschaftliche Monographien zum Alten und Neuen Testament. Band 124). Neukirchener Verlag, Neukirchen-Vluyn 2010, ISBN 978-3-7887-2379-8.
- Sirje Reichmann: Psalm 104 und der „Große Sonnenhymnus des Echnaton“: Erwägungen zu ihrem literarischen Verhältnis. In: Michael Pietsch, Friedhelm Hartenstein (Hrsg.): Israel zwischen den Mächten. Festschrift für Stefan Timm zum 65. Geburtstag. Ugarit-Verlag, Münster 2009, S. 257–288.
- Sirje Reichmann: Bei Übernahme Korrektur? Aufnahme und Wandlung ägyptischer Tradition im Alten Testament anhand der Beispiele Proverbia 22–24 und Psalm 104 (= Alter Orient und Altes Testament. Band 428). Ugarit-Verlag, Münster 2016, ISBN 978-3-86835-175-0.
- Andreas Schüle: The God of Life – or: God as Life? Theology of Nature in Psalm 104. In: Hebrew Bible and Ancient Israel, Band 11 (2022), S. 329–351.
- Odil Hannes Steck: Der Wein unter den Schöpfungsgaben: Überlegungen zu Psalm 104. In: Ders., Wahrnehmungen Gottes im Alten Testament: Gesammelte Studien. Kaiser, München 1982, S. 240–261.
- Klaus Seybold: Psalm 104 im Spiegel seiner Unterschrift. In: Studien zur Psalmenauslegung. Kohlhammer, Stuttgart/Berlin/Köln 1998, S. 161–172.